# Gouvernement Topolánek I
 (septembre 2023).
Si vous disposez d'ouvrages ou d'articles de référence ou si vous connaissez des sites web de qualité traitant du thème abordé ici, merci de compléter l'article en donnant les références utiles à sa vérifiabilité et en les liant à la section « Notes et références ».
République tchèque
Paroubek Topolánek II
Le gouvernement Topolánek I (en tchèque : První vláda Mirka Topolánka) est le gouvernement de la République tchèque entre le 4 septembre 2006 et le 9 janvier 2007, durant la cinquième législature de la Chambre des députés.

## Historique du mandat
Dirigé par le nouveau président du gouvernement libéral Mirek Topolánek, ce gouvernement est constitué et soutenu par le seul Parti démocratique civique (ODS). Seul, il dispose de 81 députés sur 200, soit 40,5 % des sièges de la Chambre des députés.
Il est formé à la suite des élections législatives des 2 et 3 juin 2006. Il succède donc au gouvernement du social-démocrate Jiří Paroubek, constitué et soutenu par une coalition entre le Parti social-démocrate tchèque (ČSSD), l'Union chrétienne démocrate - Parti populaire tchécoslovaque (KDU-ČSL) et l'Union de la liberté-Union démocratique (US-DEU).

### Formation
À la suite du scrutin parlementaire, la Chambre se trouve sans majorité, à l'exception d'une hypothétique « grande coalition » entre l'ODS et le ČSSD que les deux partis refusent. Le 16 août, le président du gouvernement Paroubek remet officiellement sa démission au président de la République Václav Klaus, qui attend le 4 septembre pour désigner Topolánek à sa succession.
Ayant formé un gouvernement minoritaire, il se présente devant la Chambre des députés le 3 octobre afin de se soumettre au vote de confiance. L'investiture lui est refusée par 99 voix contre et 96 voix pour, la majorité absolue des 195 suffrages exprimés se révélant nécessaire. Il remet donc sa démission au chef de l'État le 11 octobre mais se voit charger d'expédier les affaires courantes .

### Succession
Finalement, à la suite de défections dans le camp social-démocrate, Klaus renouvelle Topolánek dans ses fonctions. Ce dernier constitue alors son second gouvernement en formant une coalition avec la KDU-ČSL et le Parti vert (SZ), qui entre en fonction le 11 janvier 2007 et remporte le vote de confiance dix jours plus tard.

## Composition

### Initiale (4 septembre 2006)
| Portefeuille                                                                | Titulaire | Titulaire          | Parti |
| --------------------------------------------------------------------------- | --------- | ------------------ | ----- |
| Président du gouvernement                                                   |           | Mirek Topolánek    | ODS   |
| Vice-président du gouvernement Ministre du Travail et des Affaires sociales |           | Petr Nečas         | ODS   |
| Ministre des Affaires étrangères                                            |           | Alexandr Vondra    | Sans  |
| Ministre de la Défense                                                      |           | Jiří Šedivý        | Sans  |
| Ministre des Finances                                                       |           | Vlastimil Tlustý   | ODS   |
| Ministre de l'Intérieur Ministre de l'Informatique                          |           | Ivan Langer        | ODS   |
| Ministre de l'Environnement                                                 |           | Petr Kalaš         | Sans  |
| Ministre du Développement régional                                          |           | Petr Gandalovič    | ODS   |
| Ministre de l'Industrie et du Commerce                                      |           | Martin Říman       | ODS   |
| Ministre des Transports                                                     |           | Aleš Řebíček       | ODS   |
| Ministre de l'Agriculture                                                   |           | Milena Vicenová    | Sans  |
| Ministre de l'Éducation, de la Jeunesse et des Sports                       |           | Miroslava Kopicová | Sans  |
| Ministre de la Culture                                                      |           | Martin Štěpánek    | Sans  |
| Ministre de la Santé                                                        |           | Tomáš Julínek      | ODS   |
| Ministre de la Justice Président du Conseil législatif                      |           | Jiří Pospíšil      | ODS   |